# دولت محلی
دولت محلی (انگلیسی: Local government) یا حکومت محلی، نوعی از مدیریت امور عمومی است که در اکثر موارد، به‌عنوان پایین‌ترین سطح از مدیریت دولتی در کشورها فعالیت می‌نماید. اصطلاح دولت محلی اغلب برای تفکیک بخش محلی دولت از دفاتر و ادارات ایالتی استفاده می‌شود، که به عنوان نماینده دولت مرکزی، دولت ملی یا دولت فدرال فعالیت می‌نماید. به‌طور کلی، دولت‌های محلی عموماً تحت نظارت دولت مرکزی فعالیت نموده و قدرت و اختیار آنها به وسیله قانون یا دستورالعمل‌های دولتی و توسط سطح بالاتری از حکومت تعیین می‌شود. در ایالت‌های فدرال، دولت محلی معمولاً سومین (یا گاهی چهارمین) سطح از حکومت را تشکیل می‌دهد، در حالی که در ایالت‌های متحد، دولت محلی معمولاً دومین یا سومین بخش از تقسیمات اداری را اشغال می‌کند.